# کمودور ۶۴
کمودور ۶۴ (به انگلیسی: Commodore 64) یا به اختصار C64 یا CBM 64، نوعی رایانه‌های خانگی با پردازنده ۸ بیتی است.
تولید کمودور در ژانویه ۱۹۸۲ میلادی توسط شرکت بین‌المللی کمودور (به انگلیسی: Commodore International) آغاز شد و در آوریل سال ۱۹۹۴ میلادی متوقف گردید. برنامه نویسان دهه شصت شمسی آن را به عنوان نخستین رایانه‌ای می‌شناسند که در ایران به خانه‌ها راه یافت.
هیچ رایانهٔ شخصی در دنیا به اندازه کمودور ۶۴ فروش نداشته؛ به گونه‌ای که بیش از هفده میلیون دستگاه آن در این محدوده زمانی به فروش رفته‌است. میزان فروش این کامپیوتر شخصی در حدود ۲ میلیون دستگاه در سال بوده‌است. به طوری که در یکی از مصاحبه‌های انجام شده در سال ۱۹۸۹ با سام ترامیل (فرزند مؤسس شرکت کمودور) نقل قول شده‌است که، «زمانی که من در کمودور بودم، ما ماهانه ۴۰۰٬۰۰۰ کمودور 64s برای چندین سال می‌ساختیم.»

## مشخصات فنی
کمودور ۶۴ از یک پردازنده ۸ بیتی ۶۵۱۰ با تکنولوژی MOS و سرعت ۱ مگاهرتز بهره می‌برد و ۶۴ کیلو بایت حافظه داشت، که از این مقدار ۳۸۹۱۱ بایت در هنگام استفاده و بعد از راه اندازی سیستم قابل استفاده بود و هیچ‌یک از اجزای داخلی آن قابل ارتقا نبود. سیستم‌عامل آن کمودور بیسیک ۲٫۰ بود و از تلویزیون معمولی به عنوان نمایشگر استفاده می‌نمود، تمامی اجزا آن زیر صفحه کلید جای داده شده بود، امکان اتصال جویستیک به آن وجود داشت و از نوار کاست معمولی به عنوان وسیله ذخیره‌سازی داده‌ها استفاده کرد.
در اواخر دوران آن امکان استفاده از فلاپی‌دیسک و چاپگر فراهم شد ولی رواج چندانی نیافت.

## نگارخانه

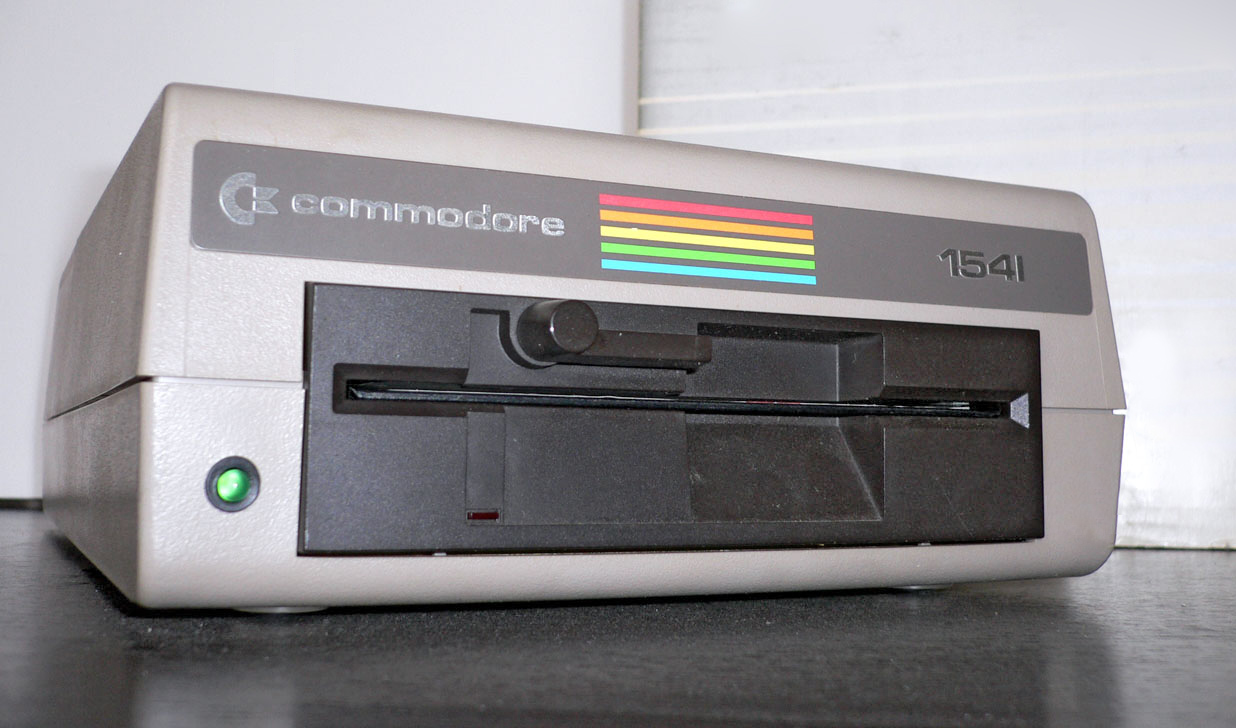
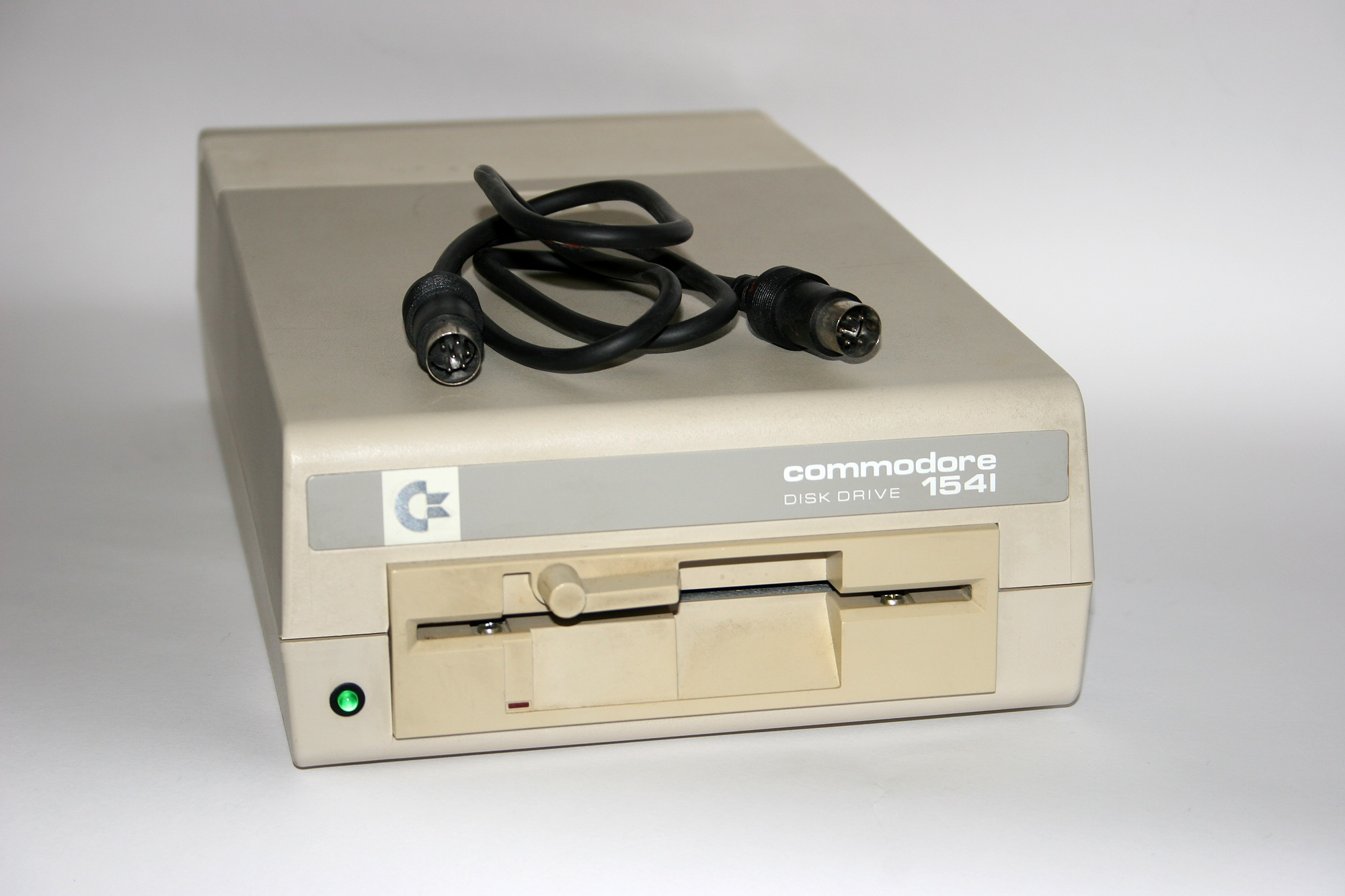
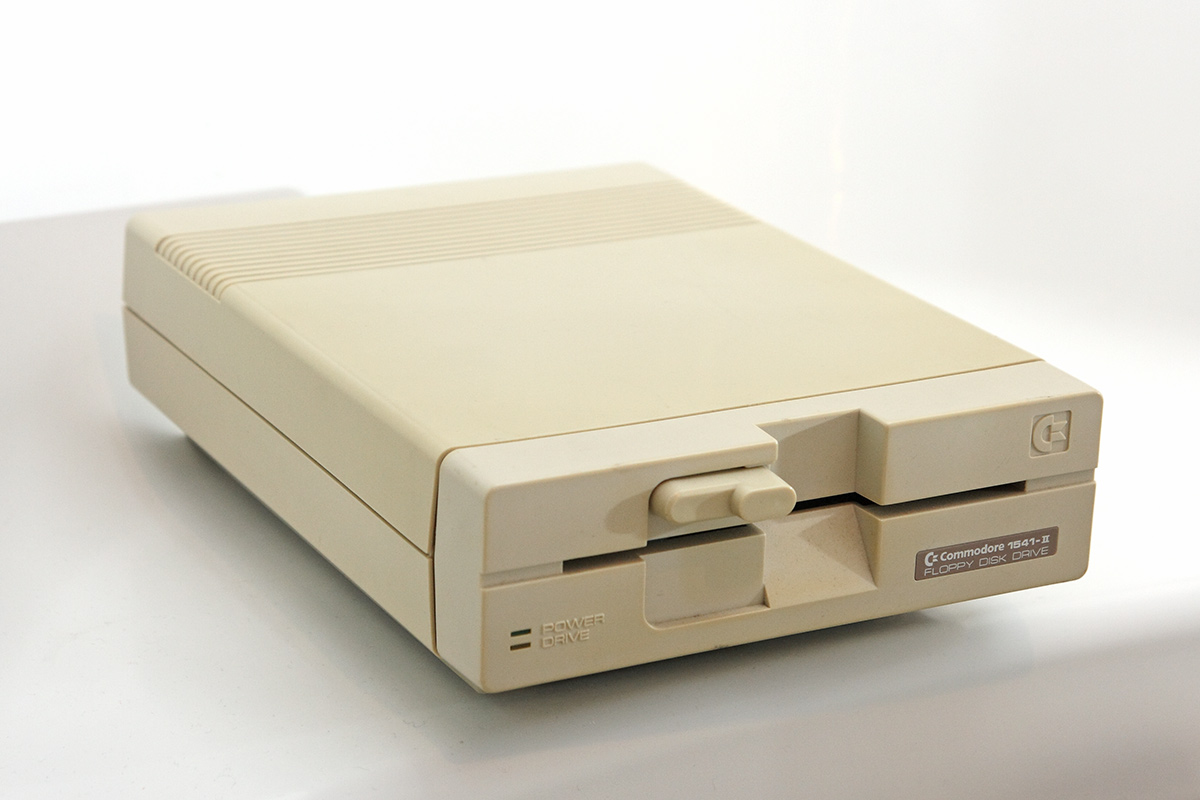
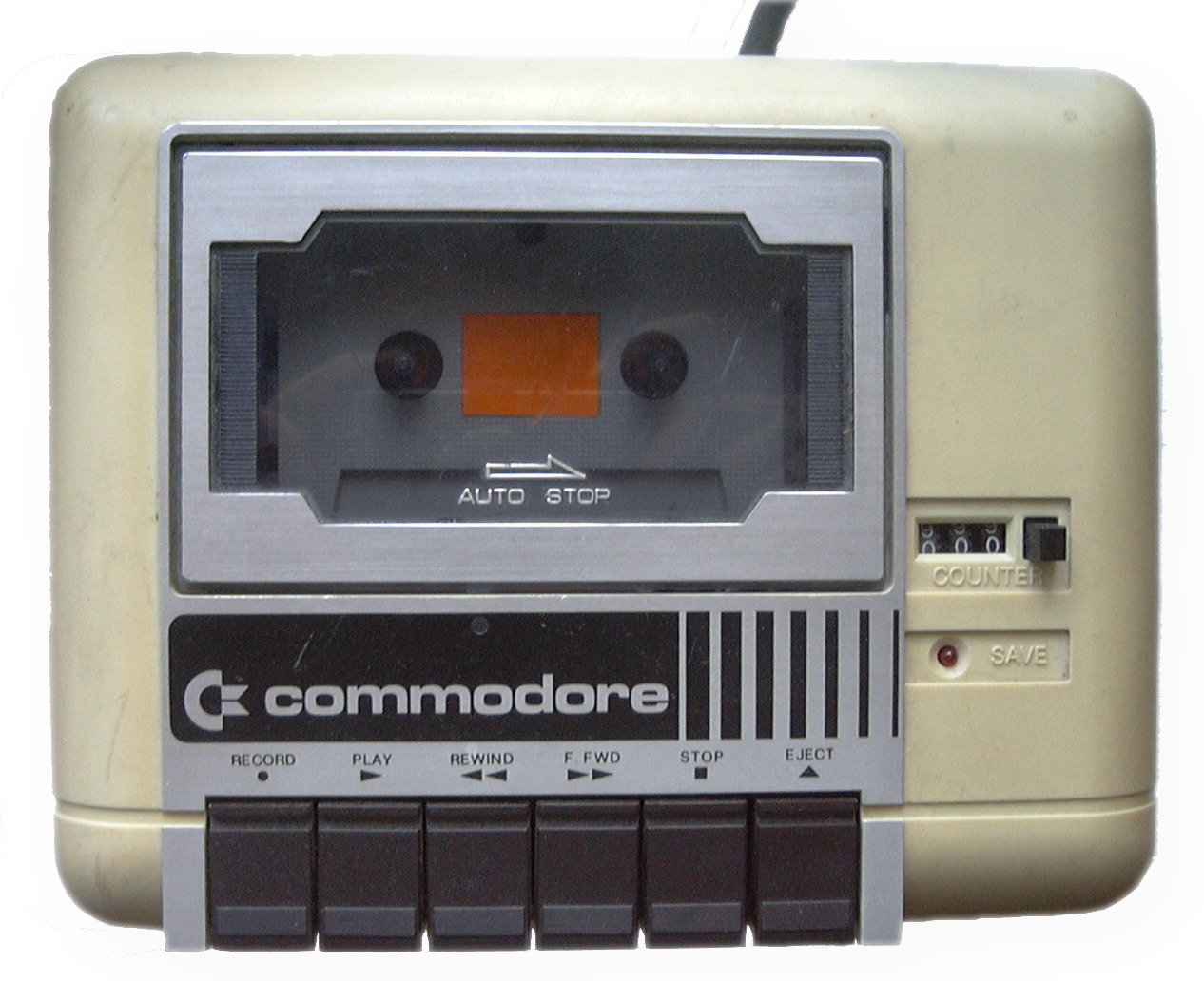
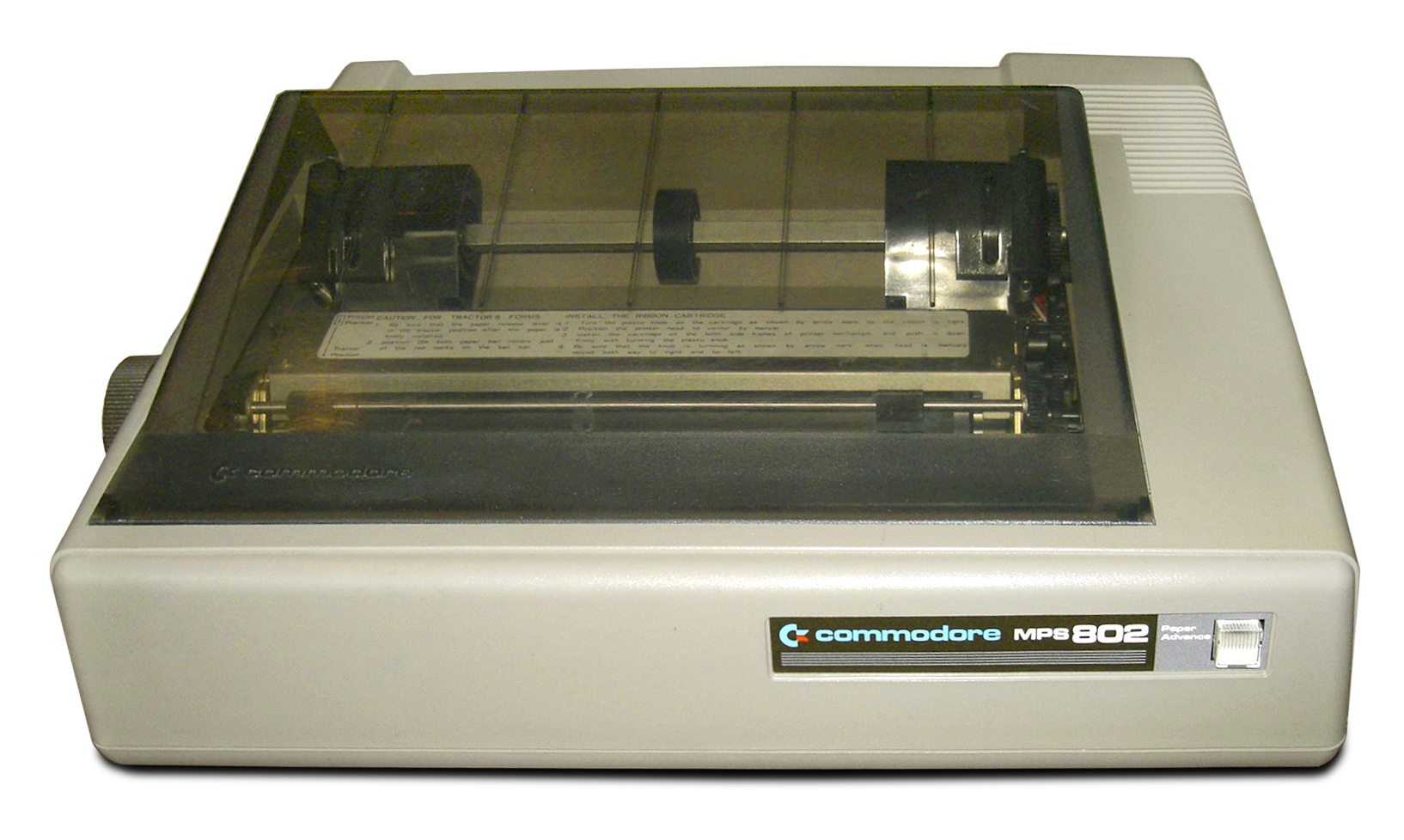
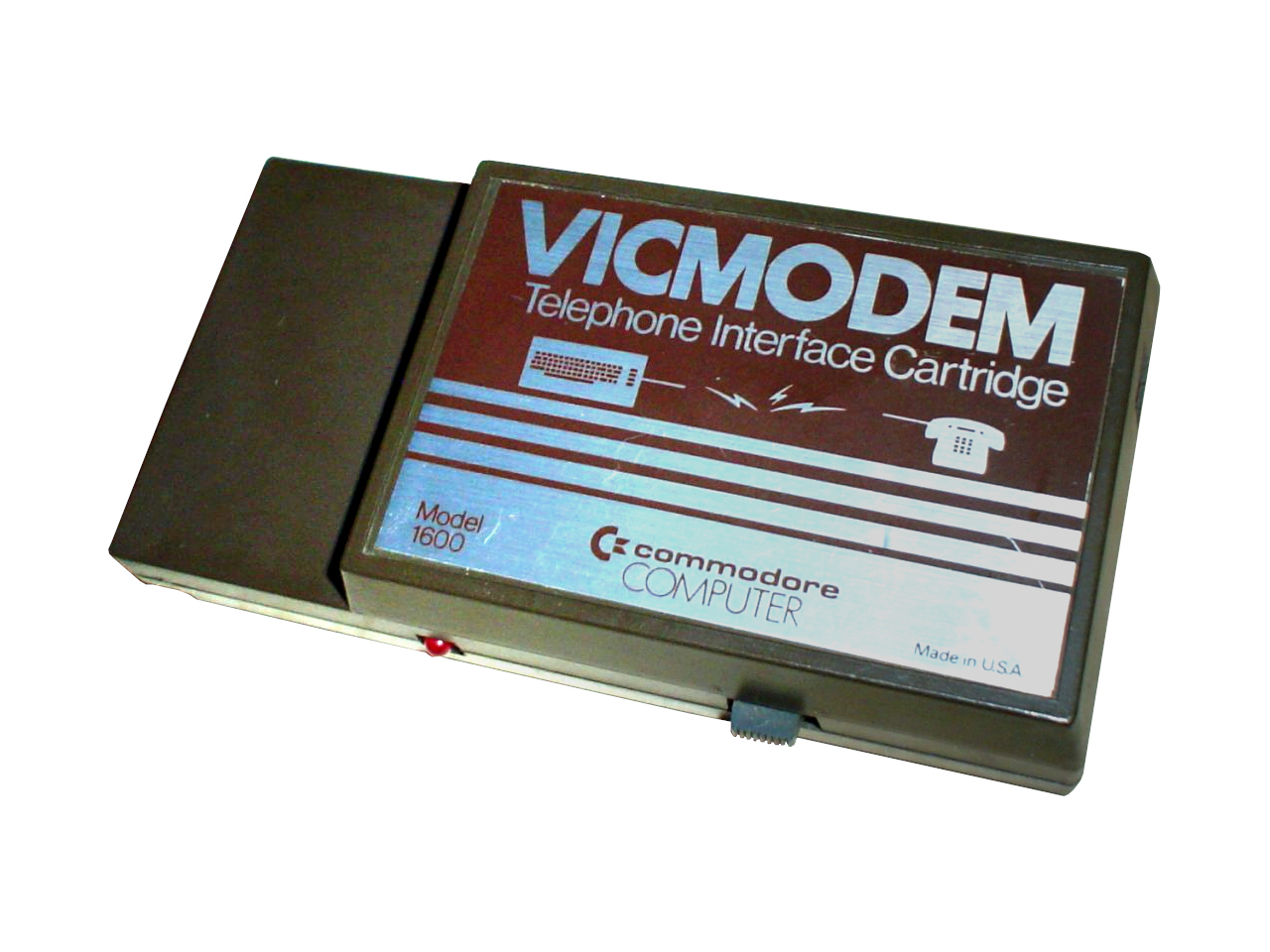
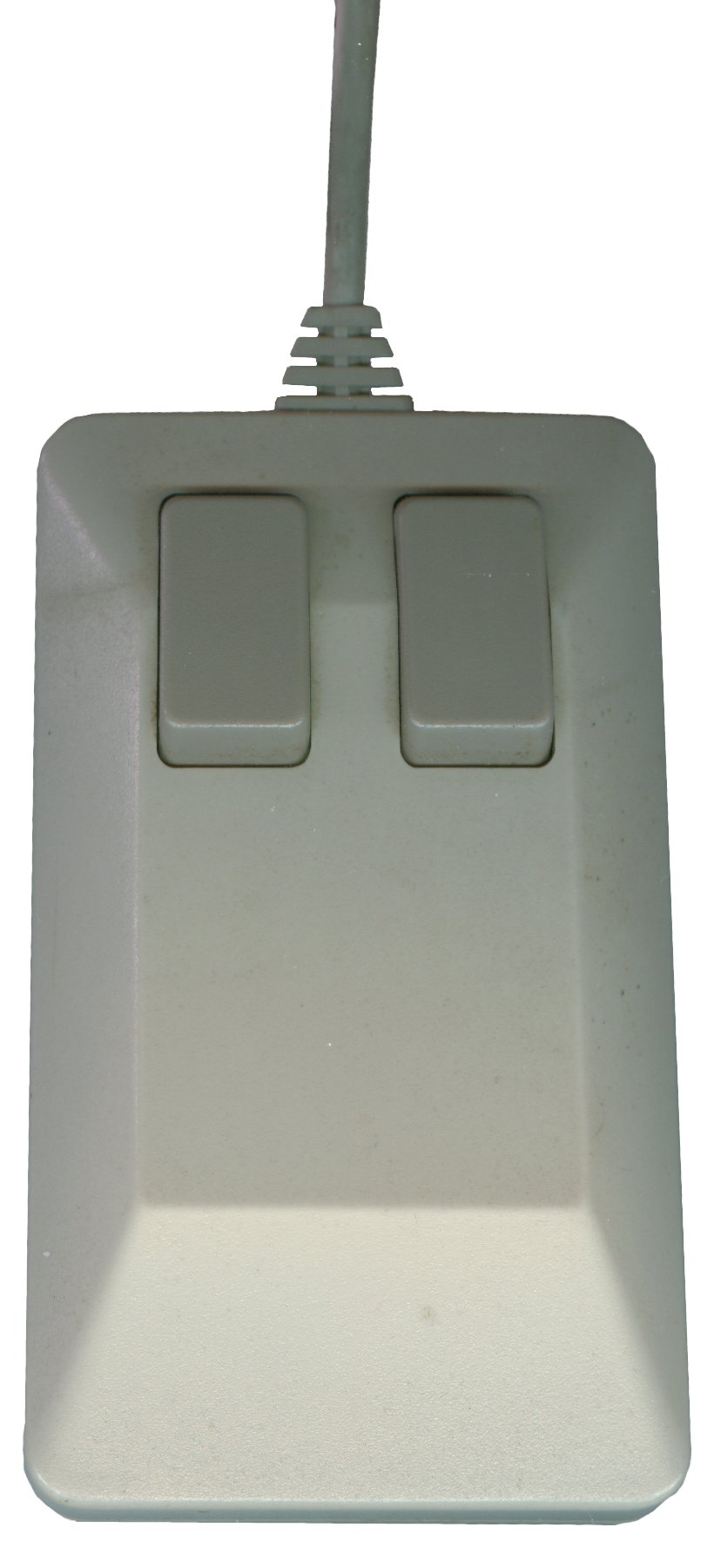
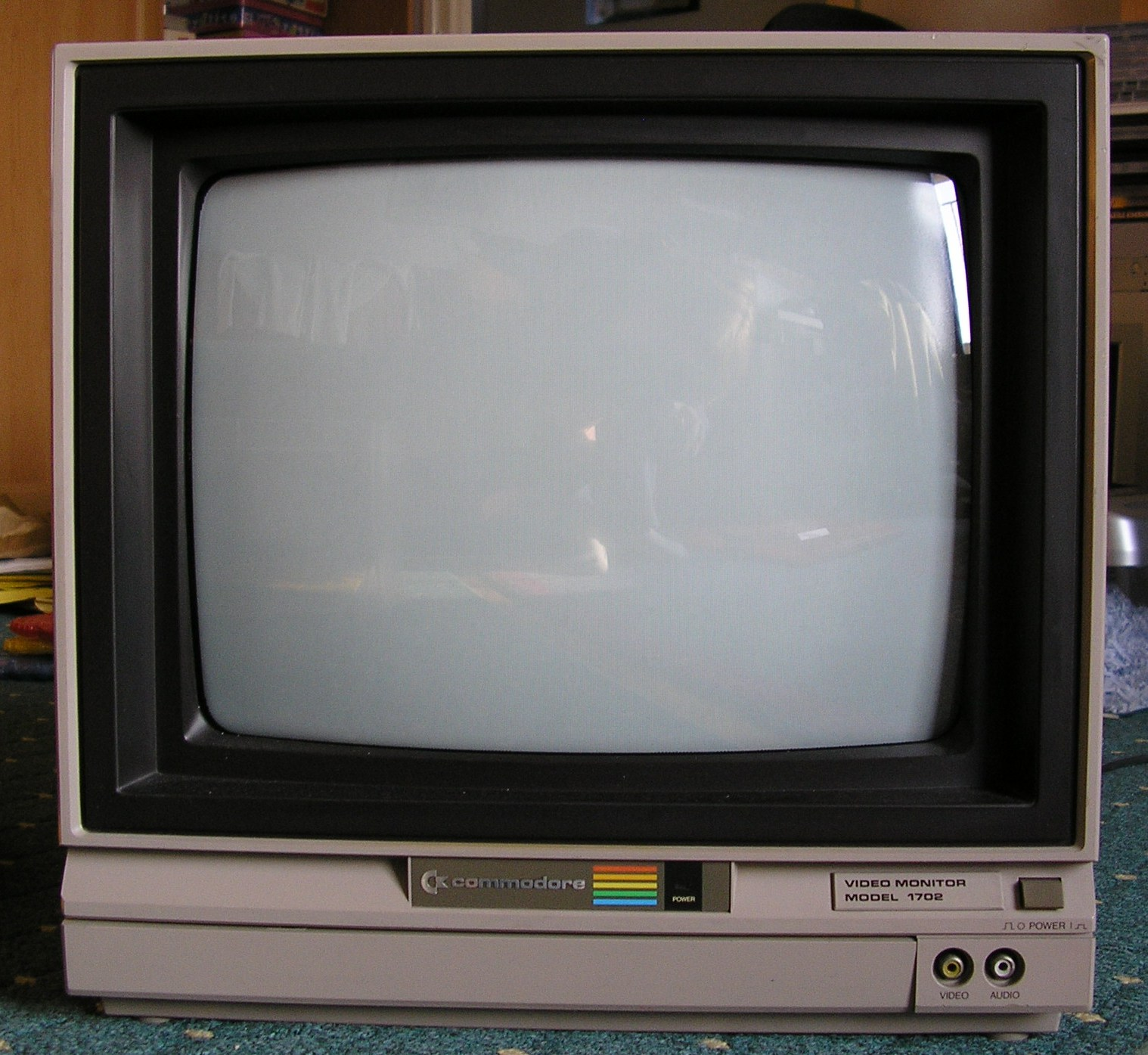